# Guy Lafon
Pour les articles homonymes, voir Lafon.
Guy Lafon est né à Paris le 5 novembre 1930, et mort le 16 avril 2020 dans la même ville, lors de ce que l'on a appelé la première vague de l'épidémie de COVID. Prêtre catholique diocésain français, théologien et universitaire, il a enseigné la théologie dogmatique à l'Institut catholique de Paris entre 1968 et 1996. Il a aussi été l'aumônier de l'École normale supérieure de la rue d'Ulm de 1965 à 1979. À ce double titre, mais également comme professeur en classes préparatoires, il a pu rencontrer des générations d'intellectuels catholiques et de personnalités diverses du monde des arts, de la culture, de la vie politique ou économique. C'est un étudiant de la promotion de 1965, Charles de Lamberterie, membre de l'Académie des inscriptions et belles-lettres, qui rédige en 2021 la notice biographique de Guy Lafon dans la revue des anciens élèves de la rue d'Ulm, L'Archicube. 

## Biographie
Né dans le 14e arrondissement, Guy Lafon effectue sa scolarité au petit séminaire de Paris (à Charenton-le-Pont, au lieu-dit Conflans), notamment au moment où Marc-Armand Lallier en est le supérieur; là il rencontre des enseignants comme Pierre Veuillot, Émile Poulat. Il y obtient le baccalauréat en 1949, puis poursuit sa scolarité au lycée Henri-IV à Paris (1949-1952), où il prépare le concours de l'École normale supérieure de la rue d'Ulm, qu'il intègre en 1952. Entre octobre 1953 et février 1955, il est élu président de la Fédération Française des Étudiants catholiques. C’est à ce titre qu’il fait connaissance avec l’aumônier national de ce mouvement, Paul-Joseph Schmitt, prêtre du diocèse de Metz. Il obtient l'agrégation de lettres en 1955. Après trois mois d'enseignement au lycée d'Amiens, dès la fin décembre 1955, il est incorporé pour un service militaire qui devait durer jusqu'en fin décembre 1957. C'est alors qu'il rejoint le séminaire des Carmes.
Il est ordonné prêtre le 12 mars 1961 par Mgr Pierre Veuillot, évêque d'Angers (plus tard archevêque de Paris). En tant que prêtre, il se reconnaît également volontiers marqué par d'autres figures de l'Église dans ces années-là, le père André Brien, et François Tollu. 
Guy Lafon a été marqué au cours de ses années de formation par la pensée de Pascal, de Bergson et par celle des phénoménologues français ainsi que par la réflexion éthique de Jean Nabert. Ces influences ont contribué à inspirer ses interventions lorsqu'il était aumônier des khâgnes parisiennes (1961-1965) et de l'École normale de la rue d'Ulm (1965-1979). Elles donnèrent leur couleur à son enseignement sur la Trinité et sur le Christ, quand il fut professeur au Séminaire Saint-Sulpice d'Issy-les-Moulineaux (1965-1968). Sous la direction d'Henri Bouillard, il prépara une thèse de théologie sur Le Temps, le Christ et Dieu. Introduction à une christologie réflexive, thèse qu'il soutint en 1969. Dans les mêmes années, entre 1968 et 1979, il est chapelain de Notre-Dame de Paris.
En 1968 encore, Guy Lafon fut appelé par le père Jean Daniélou à créer à la Faculté de théologie de l'Institut catholique de Paris un enseignement nommé Introduction au Mystère chrétien. Il s'agissait, en réponse aux vœux du récent Concile (Vatican II), de proposer pendant une année universitaire une vue d'ensemble de la théologie à des étudiants qui devaient en poursuivre l'étude pendant cinq ans encore, en même temps qu'ils s'engageraient dans un parcours philosophique. Peu d'années après, à la demande du père Liégé, nouveau doyen de la Faculté de théologie, Guy Lafon acceptait la charge d'enseigner, pendant un semestre annuel, ce qu'il devait nommer lui-même l'anthropologie théologale. Sous cette dénomination se trouvait rassemblé l'essentiel des anciens traités dits de « Théologie morale spéculative » (Création, Péché, Grâce, Fins dernières). Dans le même temps, et jusqu'en 1996, sur les mêmes sujets, Guy Lafon animait des séminaires de second cycle et de doctorat. Dans les années 1970 et 1980, il a également contribué à la formation de nombreux enseignants du cours de religion en Belgique, lors de cours ou de sessions de formation, tant à l’Université catholique de Louvain qu’à l’université de Namur.
De 1968 à 1996, dans l'enseignement de Guy Lafon, s'ajoutèrent aux influences intellectuelles déjà mentionnées celles qui lui venaient de sa réflexion sur les sciences humaines (linguistique, structuralisme sous ses divers aspects, psychanalyse et marxisme). C'est alors qu'il élabora une démarche propre de lecture et qu'il l'appliqua notamment aux textes de la Bible. Déjà alors et dans les années ultérieures, il publia un certain nombre d'ouvrages qui témoignent de ces derniers développements de sa pensée. 
En 1980, avec Antoine Delzant et Jean Lavergnat, il fonde ALETHE, « Association libre d'études théologiques ». L'association organise régulièrement des sessions de travail et publie les Cahiers d'Alethe, support d'une réflexion libre sur des questions liées à l'actualité de la pensée, de la théologie et de la foi.
En 1981, alors qu'il exerce son enseignement à l'Institut catholique de Paris et effectue un ministère de vicaire à la paroisse Saint-Marcel (entre 1979 et 1988), il renoue avec l'enseignement proprement dit en rejoignant Fénelon-Sainte-Marie dans le secondaire, puis le collège Stanislas de Paris (6e arrondissement) en 1984 en tant que professeur de lettres en classes préparatoires (prépa HEC les quatre premières années, avant d'enseigner en hypokhâgne et khâgne, jusqu'en 1996). Il devient un temps (1996-1997) le directeur de cet établissement parisien.
Entre-temps, de 1994 à 1997, il est chapelain de la chapelle Saint-Bernard, dans les sous-sols de la gare Montparnasse, dans le 14e arrondissement, puis curé de Saint-Marcel, dans le 13e arrondissement, entre 1998 et 2004. Après avoir été vicaire à l'église Saint-Jean-des-Deux-Moulins de 2004 à 2016, il a été un temps rattaché à la paroisse Saint-Jean-Baptiste de la Salle, dans le 15e arrondissement. Résident à la maison de retraite du clergé parisien depuis avril 2019, il meurt en avril 2020, infecté par le Covid-19.
De 1994 à 2013, Guy Lafon a mis en pratique sa démarche théologique et théologale dans une « école de lecture », la Table de l'évangile, qu'il a tenu ouverte à la paroisse Saint-Germain-des-Prés. Entre l'automne 2013 et l'été 2018, cet exercice de lecture a eu lieu à un rythme mensuel, à Versailles (grâce à l'accueil des Sœurs Servantes du Sacré-Cœur de Jésus) uniquement. Les textes des années 1994 à 2002 ont été publiés en vingt tomes. Ces premiers tomes, augmentés de l'équivalent de dix autres tomes inédits, sont repris dans le CD-Rom La Table de l'Évangile, 300 lectures bibliques, qui est publié à l'automne 2010, aux Éditions de la Nouvelle Alliance.

## Œuvres publiées
- Essai sur la signification du Salut, Paris, Les Éditions du Cerf, 1964
- Esquisses pour un christianisme, Paris, Les Éditions du Cerf, 1979  (ISBN 2-204-01267-X)
- Le Dieu commun, Paris, Seuil, 1982  (ISBN 2-02-006276-3)
- Croire, espérer, aimer, Paris, Cerf, 1983  (ISBN 2-204-02081-8)
- L’Autre-Roi ou la religion fraternelle, Paris, Nouvelle Cité, 1987  (ISBN 2-85313-124-6)
- La laïcité ou la liberté de choisir, Nice, « École de Lecture », 1993  (ISBN 2-910620-03-4)
- Il n’y a pas deux amours, Nice, « École de Lecture », 1994  (ISBN 2-910620-01-8)
- L'origine de Jésus-Christ, introduction à la lecture de Matthieu I, 18-25, Nice, « École de Lecture », Paroisse Saint-Philippe, 1994  (ISBN 2-910620-04-2)
- Abraham ou l’invention de la foi, Paris, Seuil, 1996  (ISBN 2-02-023683-4). Également traduit et publié en italien Abramo o l'invenzione della fede, Milano, Gribaudi, 1998, en espagnol Abrahan o el descubrimiento de la fe, Madrid, PPC, 2000, et en portugais Abraão : a invenção da Fé, Bauru (Brésil), Editora da Universidade do Sagrado Coração, 2001
- Pour lire l'évangile de Matthieu, Paris, Éditions Golias, 1998  (ISBN 2-911453-55-7)
- L'Esprit de la lettre, Lectures de l'évangile selon saint Luc (préf. Robert de Montvalon), Paris, Desclée de Brouwer, 2001  (ISBN 2-220-04871-3)
- La Table de l'Évangile (20 tomes), Nice, Éditions « École de lecture », 1995-2002  (ISBN 2-910620-07-7) (tome 1)
- Le Temps de croire (Jean 11, 1-46), Bruxelles, Lumen Vitae, Collection « Connaître la Bible » no 37, 2004  (ISBN 2-87324-248-5)
- La Parole et la Vie : Lectures de l'Évangile selon saint Jean, Lumen Vitae, 2006, 100 p. (ISBN 978-2-8732-4264-0)
- Foi et vérité, Bruxelles, Lumen Vitae, Collection « Connaître la Bible » no 59, 2010  (ISBN 978-2-87324-390-6)
- La Table de l'Évangile - 300 lectures bibliques (CD-Rom), Clamart, Éditions de la Nouvelle Alliance, 2010  (ISBN 978-2-9536667-0-0). Reprise des vingt tomes de La Table de l'Évangile publiés aux éditions « École de Lecture », augmentée de l'équivalent de dix tomes inédits.

Il a préfacé deux ouvrages de Madeleine Delbrêl, La Joie de croire, Paris, Le Seuil, 1968  (ISBN 2-02-022972-2) et Communautés selon l'Évangile, Paris, Le Seuil, 1973  (ISBN 2-02-003212-0), ainsi qu'une édition des épîtres de Paul de Tarse aux Romains (intitulée « L'Épître aux Romains ou la religion innocente », préface à Saint Paul, Épître aux Romains, épîtres aux Galates, collection Garnier-Flammarion, no 472, p. 9-33, Paris, 1987)  (ISBN 2-08-070472-9).
Il a contribué de plus à des ouvrages collectifs, dont :
- Émile Poulat, Le Catholicisme sous observation, entretiens avec Guy Lafon, collection « Les Interviews », Paris, Le Centurion, 1983, 256 pages  (ISBN 2-227-32131-8) (BNF 34843904)
- Joseph Doré (dir.), Les Cents Ans de la faculté de théologie, Paris, Beauchesne, 1992  (ISBN 2-7010-1249-X). « Faire de la théologie à l'âge des sciences humaines », pages 142-148
- François-Xavier Dumortier, Jean Klein, Pierre Manent, Guy Lafon, La politique peut-elle être morale ?, Paris, Les Cahiers d'Alethe, 1992
- Joseph Doré et Christoph Theobald (dir), Penser la foi. Recherches en théologie aujourd'hui - Mélanges offerts à Joseph Moingt, Paris, Le Cerf, 1993  (ISBN 2-204-04863-1). « Croyance et non-croyance », pages 315-325.
- L'apparition à Marie-Madeleine, Paris, Éd. Desclée de Brouwer, coll. « Triptyque », 2001, avec Marianne Alphant et Daniel Arasse  (ISBN 2-220-04988-4)
- Marthe et Marie, Paris, Éd. Desclée de Brouwer, coll. « Triptyque », 2002, avec Jean-Louis Chrétien et Étienne Jollet  (ISBN 2-220-05060-2)

Il a également publié de nombreux articles ou études dans des revues de premier plan du catholicisme francophone, les Recherches de science religieuse, Étvdes, Christus (liées à la Compagnie de Jésus en France), Lumen Vitae et la Nouvelle Revue Théologique (liées à la Compagnie de Jésus en Belgique), La Vie spirituelle et Lumière & Vie, liées à l'ordre des Prêcheurs. En Belgique encore, il a publié des contributions dans la Revue théologique de Louvain.

## Une œuvre centrée sur le concept d'entretien
Le souci de Guy Lafon « est de penser le christianisme sans s'appuyer sur une théologie de type métaphysique » (cf. Esquisses pour un christianisme, 1979). Il comprend la révélation chrétienne à l'aide du concept d'entretien, ce qui la constitue comme acte de communication entre les hommes et non plus comme un ensemble de vérités qui s'imposent de l'extérieur (cf. Le Dieu commun, 1982) ». On trouvera une présentation de la construction de ce concept d'entretien dans l'émission « Les Mardis des Bernardins », émission enregistrée le 3 mai 2011 au Collège des Bernardins et accessible sur le site internet de la chaîne de télévision catholique KTO .
En 1992, Alfonso Colzani a présenté à la Faculté de théologie de l'Italie septentrionale (Milan) un travail sur La 'teologia dell'alterità' di Guy Lafon. Fra ricomprensione semiologica e pensiero della pratica. En octobre 2002, le franciscain slovène Mari Osredkar, sous la direction de Joseph Caillot, soutient une thèse sur l'ensemble de l'œuvre théologique de Guy Lafon, thèse intitulée Vivre avec « tout autre ». Penser le salut d'après les écrits de Guy Lafon. Depuis, enseignant à l'université de Ljubljana à la faculté de théologie où il a été assistant, et où il est, depuis 2009, professeur de théologie fondamentale, il poursuit sa lecture des concepts de l'œuvre de Guy Lafon, au cœur desquels celui de l'entretien. Il a publié en 2008 encore, aux éditions franciscaines, à Paris, un ouvrage intitulé Il est important d'être ensemble - Hommage à Guy Lafon, un penseur de l'entretien. En 2013, Immaculée Nyembo Mamba, de la R.D.C., a soutenu à l'université Laval de Québec un mémoire de maîtrise : La révélation selon Guy Lafon. Elle tient que le concept d'entretien, central dans la pensée de Guy Lafon, est une manière pour dire la révélation dans les catégories de la pensée contemporaine.

## Hommages et distinctions
- Chevalier dans l'ordre des Palmes académiques (décret du 27 juillet 1995).
- En novembre 2011 ont été rassemblées vingt-sept contributions dans un volume de Mélanges : Chemins de liberté, Mélanges en l'honneur de Guy Lafon[20]. Chacune des contributions, dans le domaine d'expertise qui est le sien, offre un espace de dialogue, proximité et écart, avec l'entretien comme forme transcendantale de toute expérience humaine.